# Mercedes-Benz Classe GLE Coupé (Type 167)
Le Mercedes-Benz C 167 est un SUV coupé de la marque automobile allemande Mercedes-Benz, construit depuis 2019 sur la base du Mercedes-Benz V 167. Comme le modèle précédent, le Mercedes-Benz C 292, le véhicule est à nouveau commercialisé sous le nom de GLE coupé,.

## Historique du modèle

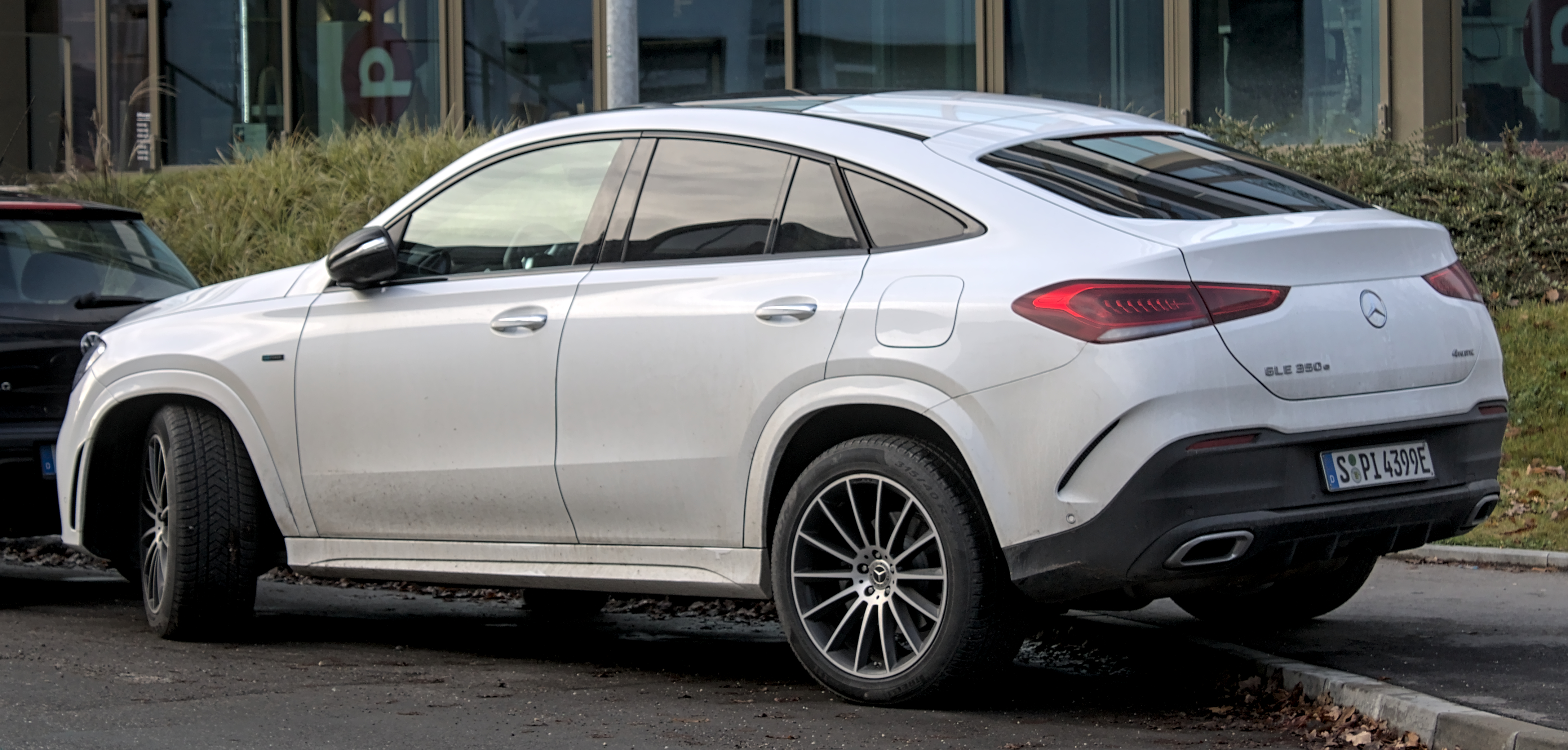
Vue arrière

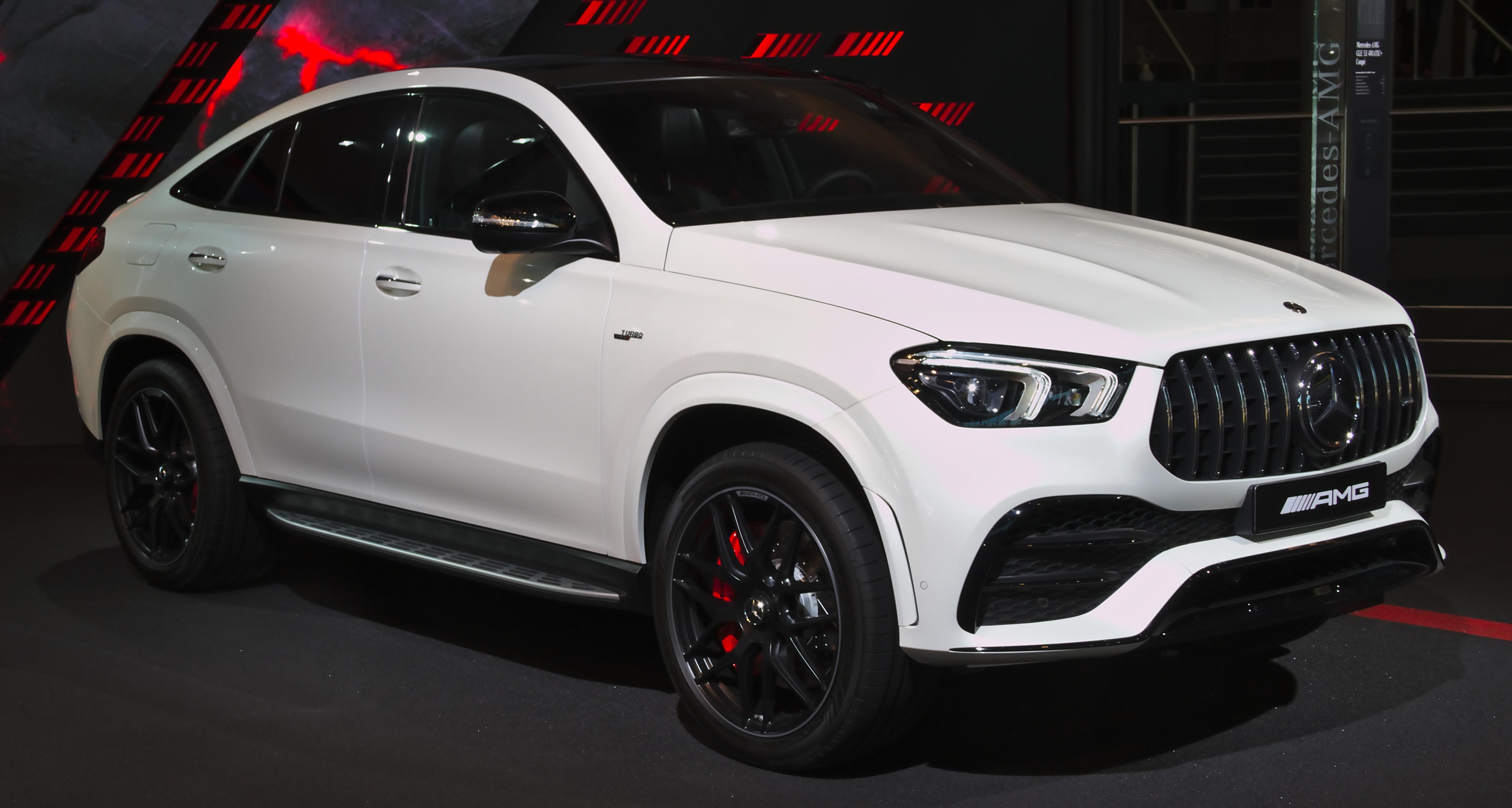
Mercedes GLE coupé 53 AMG 4MATIC+ (2019–2023)

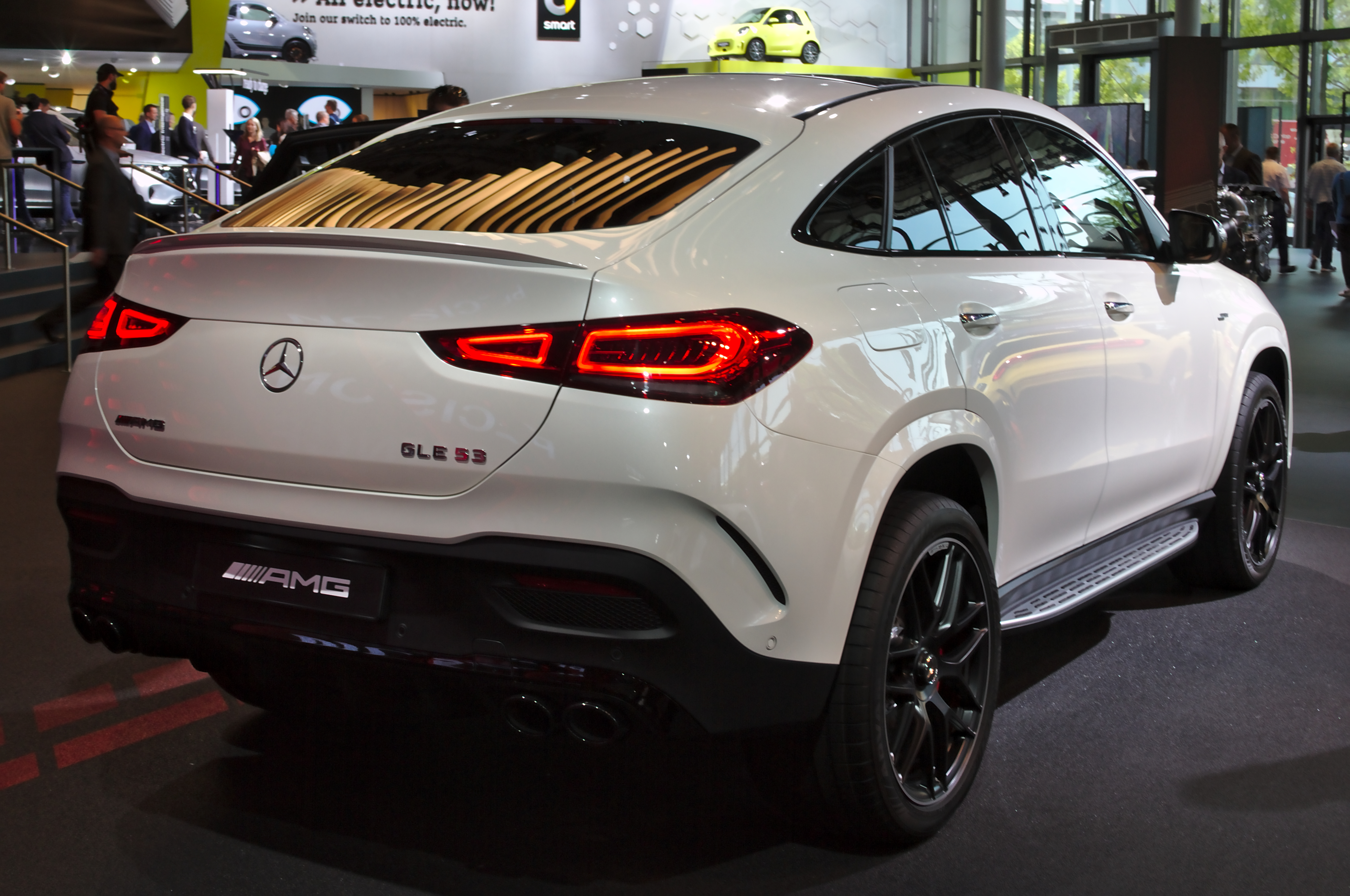
Vue arrière

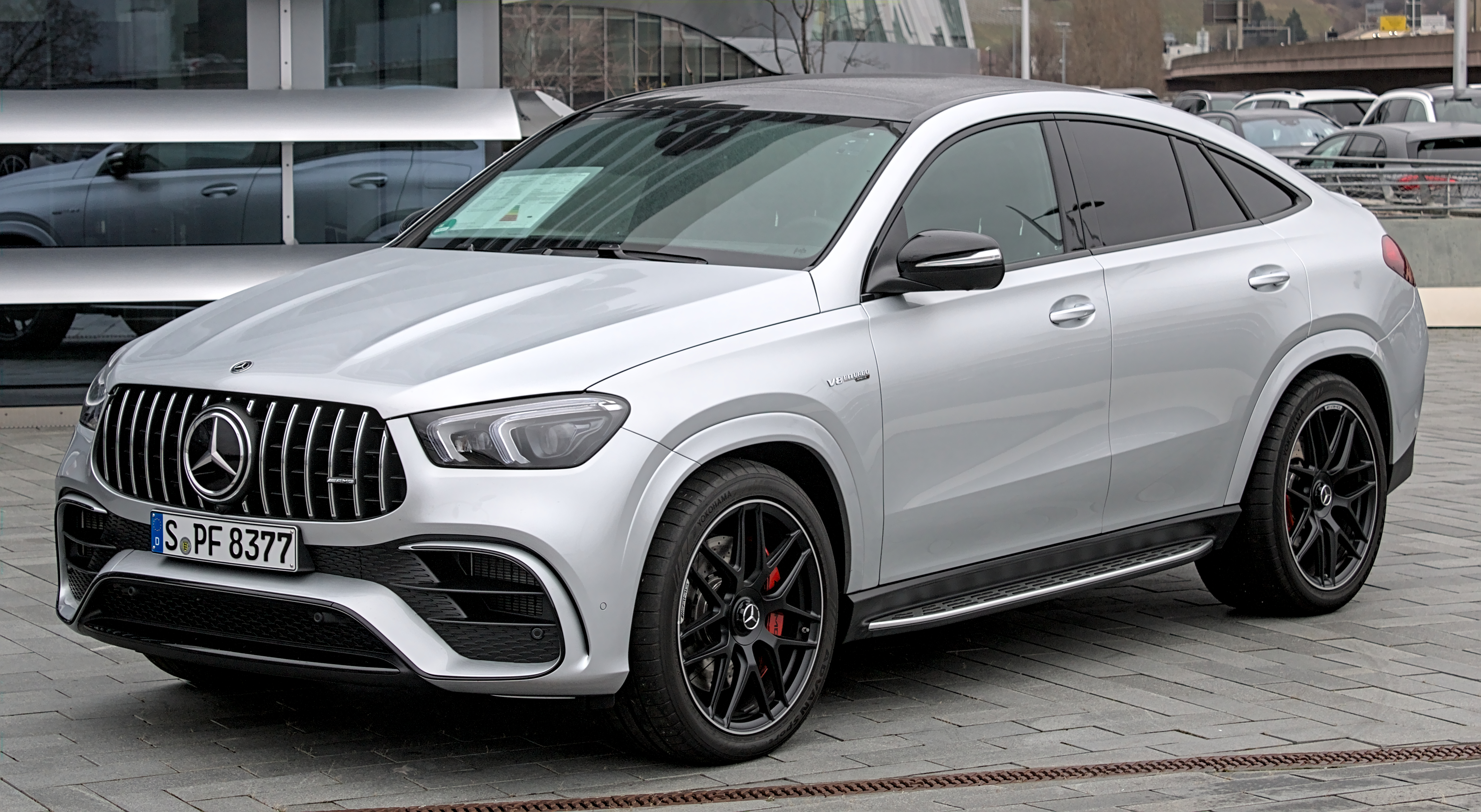
Mercedes GLE coupé 63 AMG S 4MATIC+ (2020–2023)

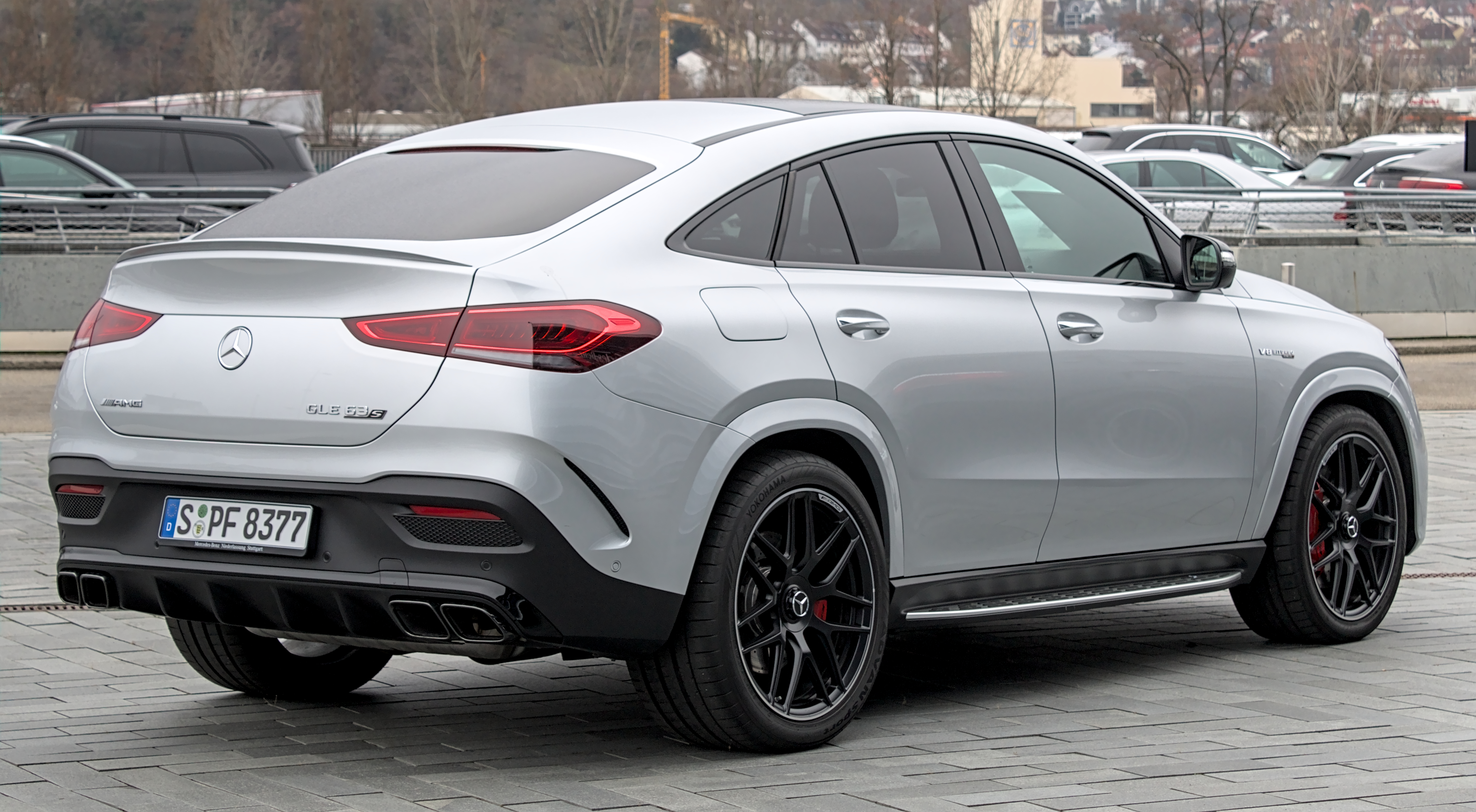
Vue arrière

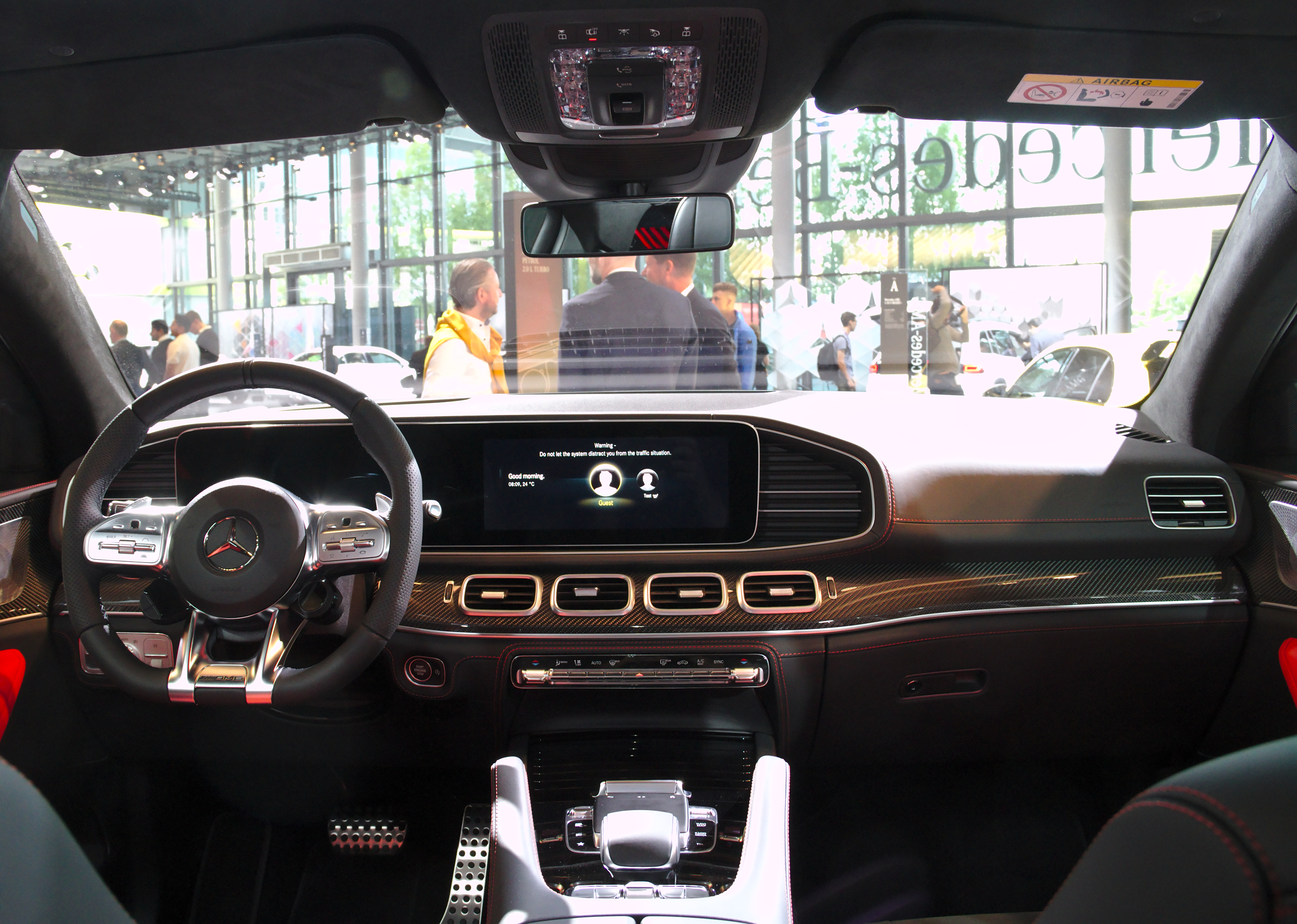
Vue intérieure d'un modèle AMG

Le C 167 a été officiellement présenté au Salon de l'automobile de Francfort-sur-le-Main en septembre 2019. Les premiers véhicules ont été livrés au printemps 2020. Le véhicule est construit dans l'usine américaine de Mercedes-Benz à Tuscaloosa.
Les modèles haut de gamme, les GLE 63 AMG et GLE 63 AMG S, devaient être présentés au Salon international de l'automobile de Genève en mars 2020. En raison de la pandémie de Covid-19, le salon automobile a été annulé le 28 février 2020. Le lancement sur le marché a eu lieu en mai 2020.
Une version révisée de la gamme a été présentée en janvier 2023. La mise sur le marché a eu lieu en juillet 2023.

## Données techniques
Lors de son lancement sur le marché en 2020, le véhicule était propulsé par un moteur Diesel six cylindres en ligne de 200 kW (272 ch) ou de 243 kW (330 ch). Le GLE coupé 53 AMG était également disponible, une variante de chez AMG propulsée par un moteur essence six cylindres en ligne de 320 kW (435 ch) associé à un moteur électrique de 16 kW.